# Astraeus hygrometricus
Astraeus hygrometricus, o estrella de tierra, es un hongo basidiomiceto de la familia Diplocystidiaceae. Tiene una comestibilidad indiferente, pero aun así, no se recomienda su consumo. Su basónimo es Geastrum hygrometricum Pers. 1801.

## Descripción
La seta cuenta con dos partes diferenciadas. Una de forma globular se rasga para liberar esporas y otra carnosa que se abre en lacinias, formando una estrella, cuando el ambiente es húmedo y favorable a la dispersión de las esporas. En este estado hidratado, la estrella de tierra puede moverse como un cangrejo o ser arrastrada por el viento.

## Distribución y hábitat
Vive en los claros de tierra de romeral y en los taludes.

## Galería

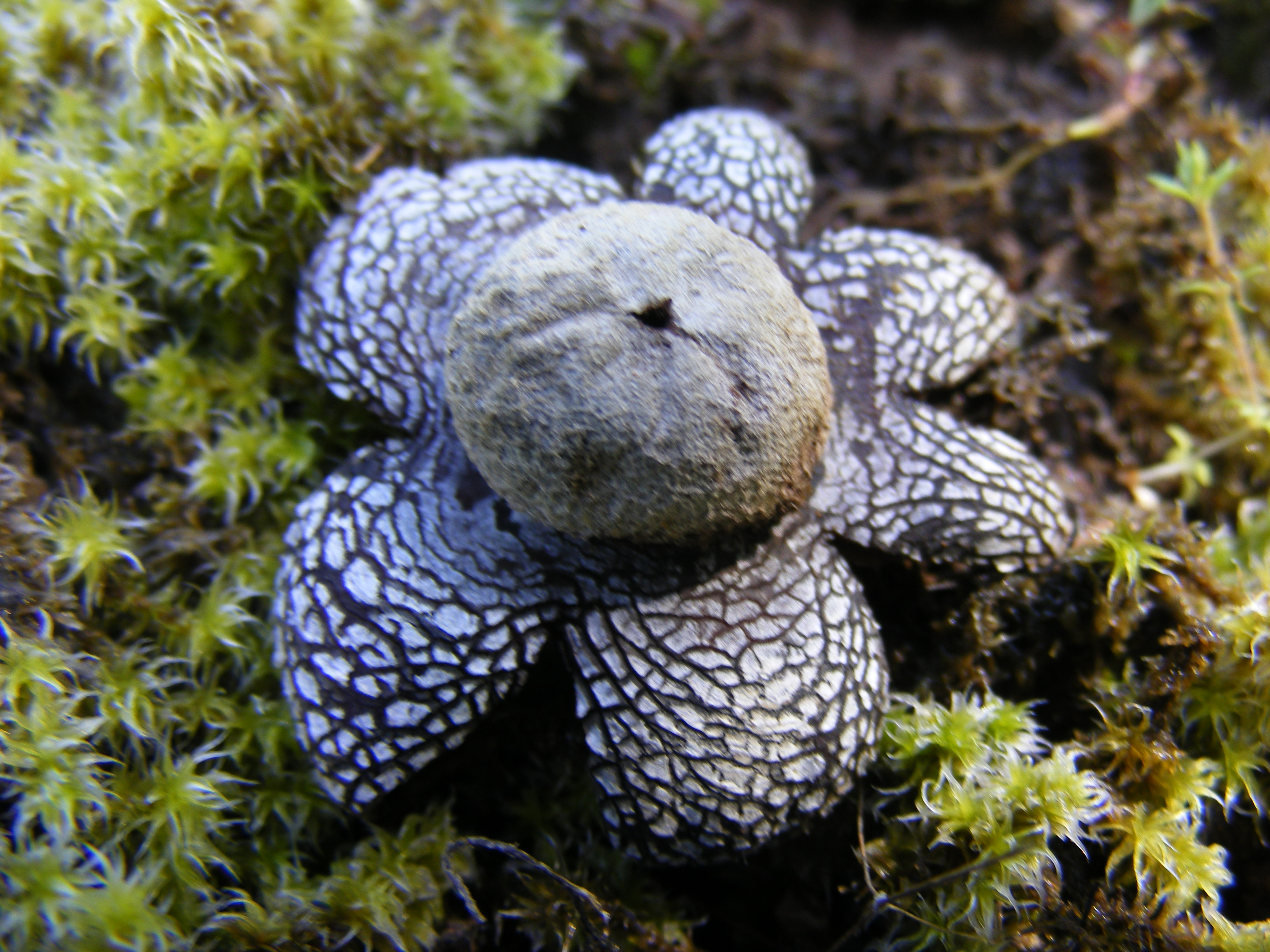
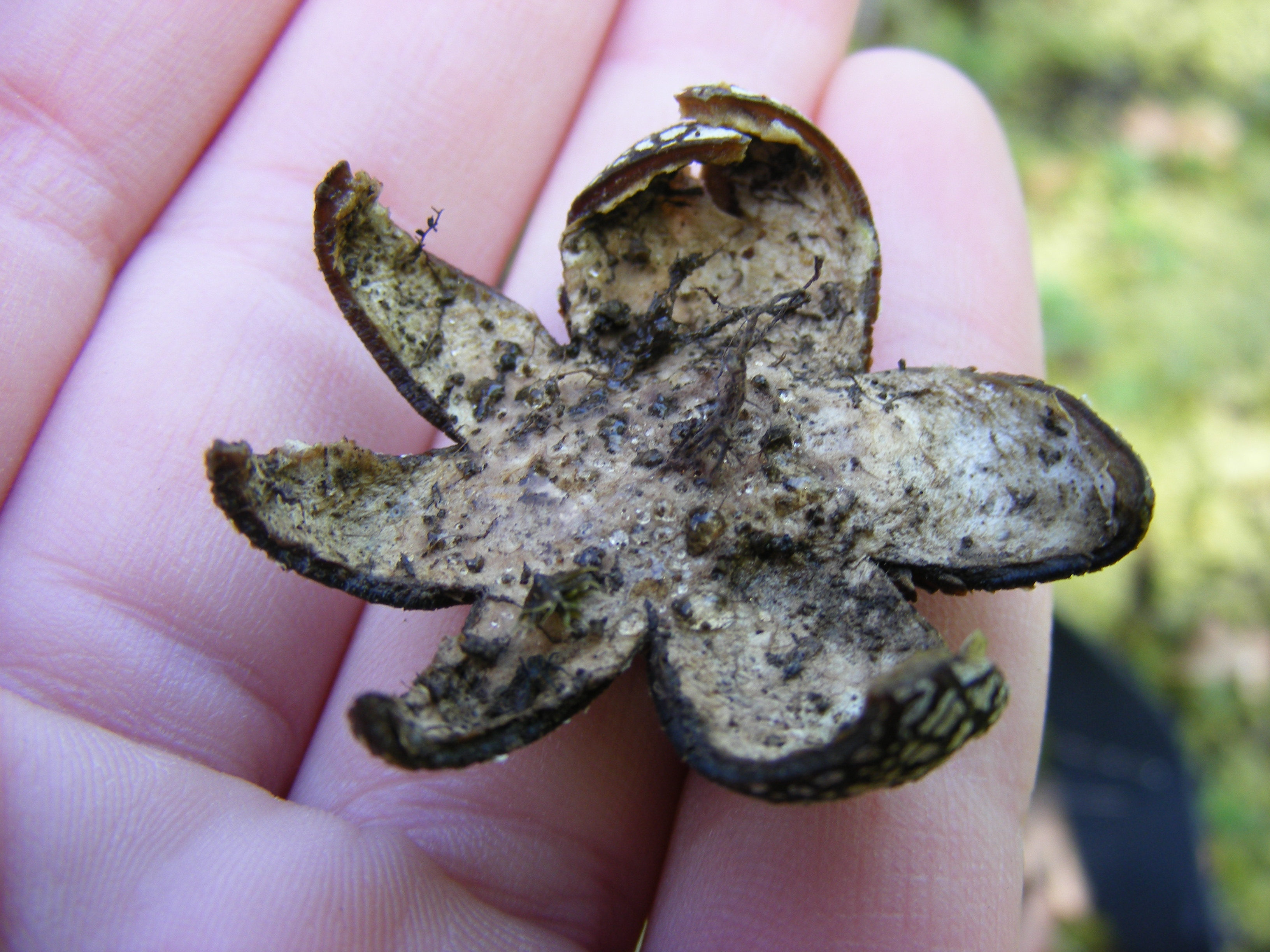
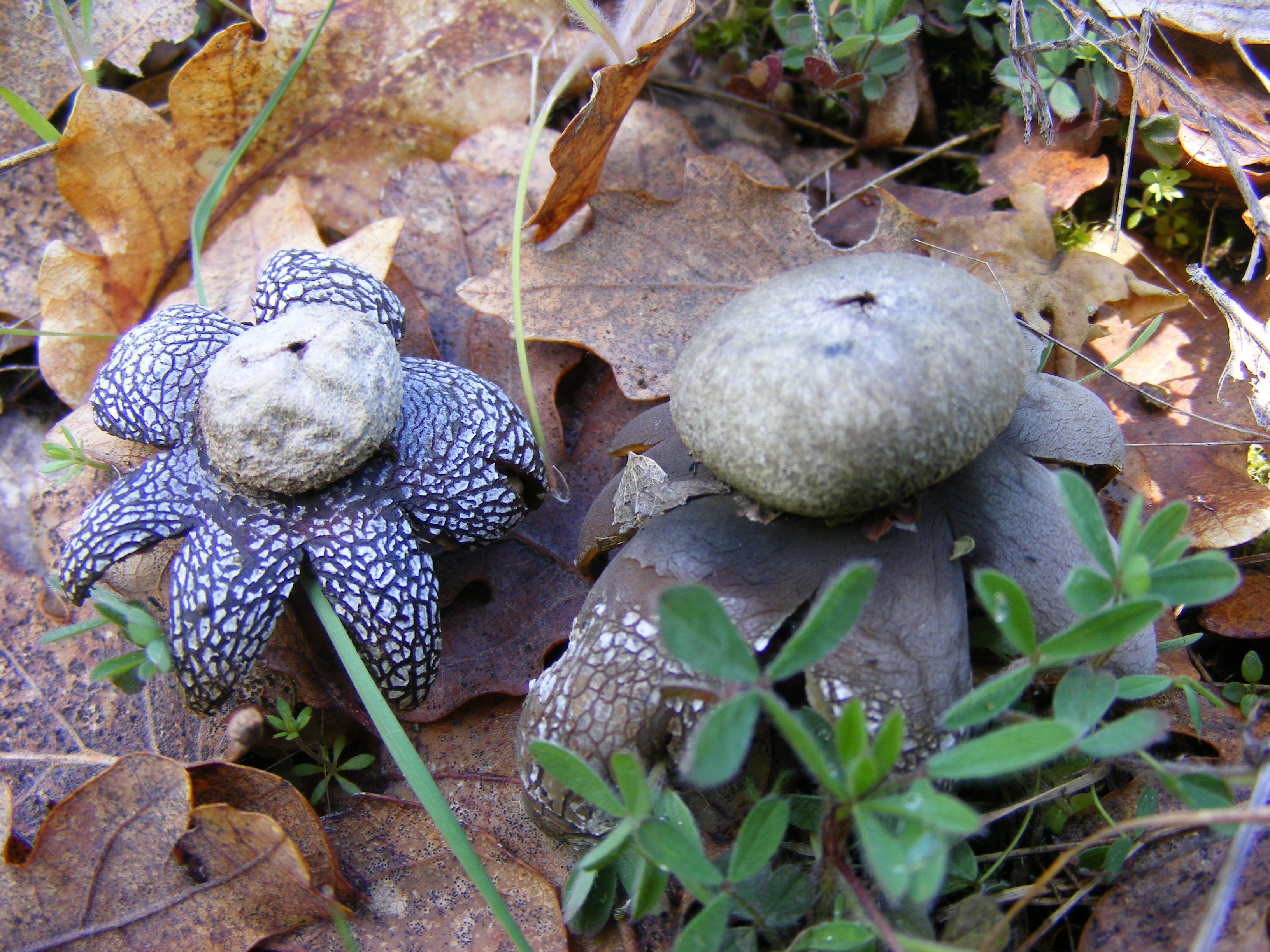
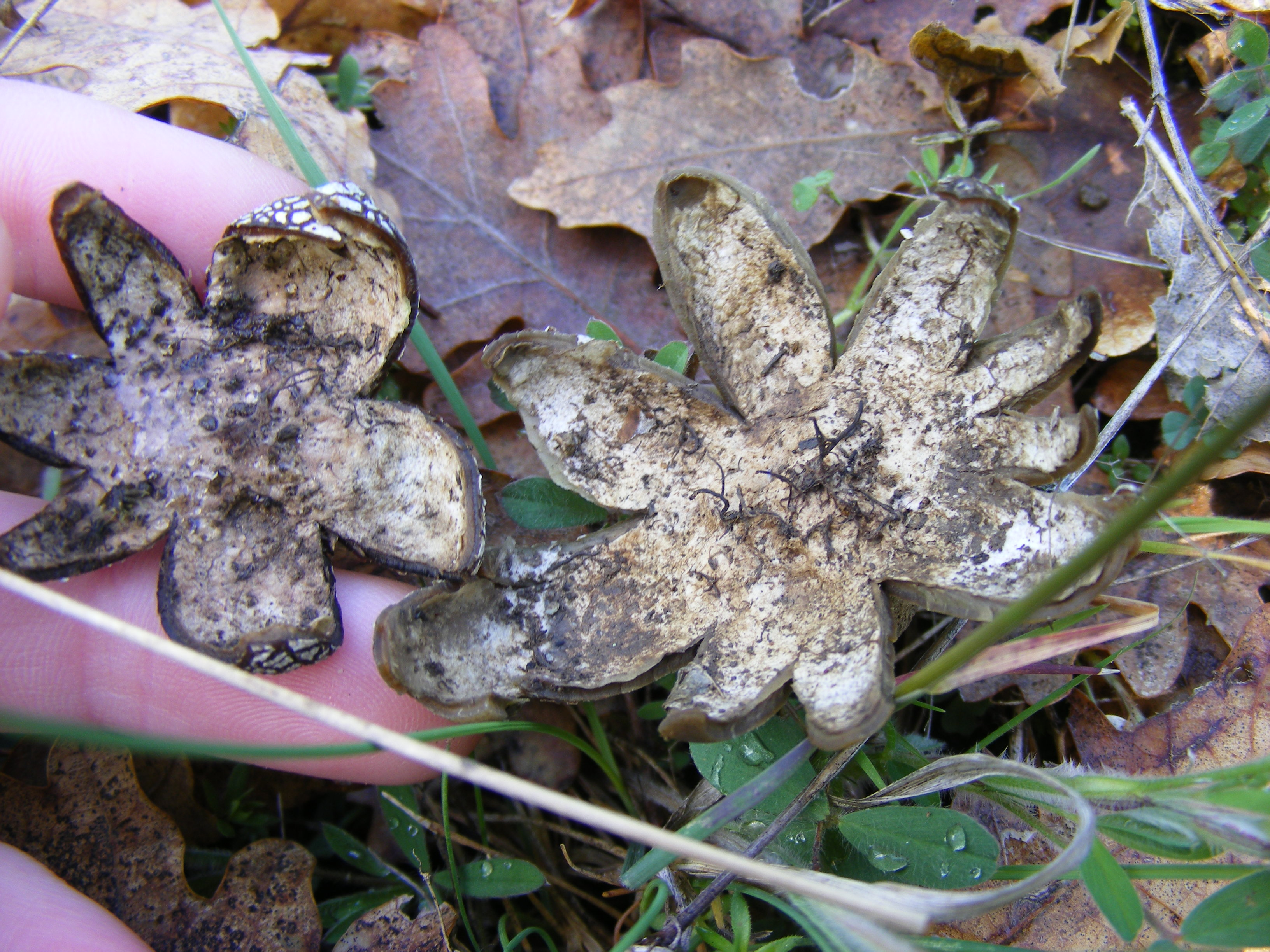
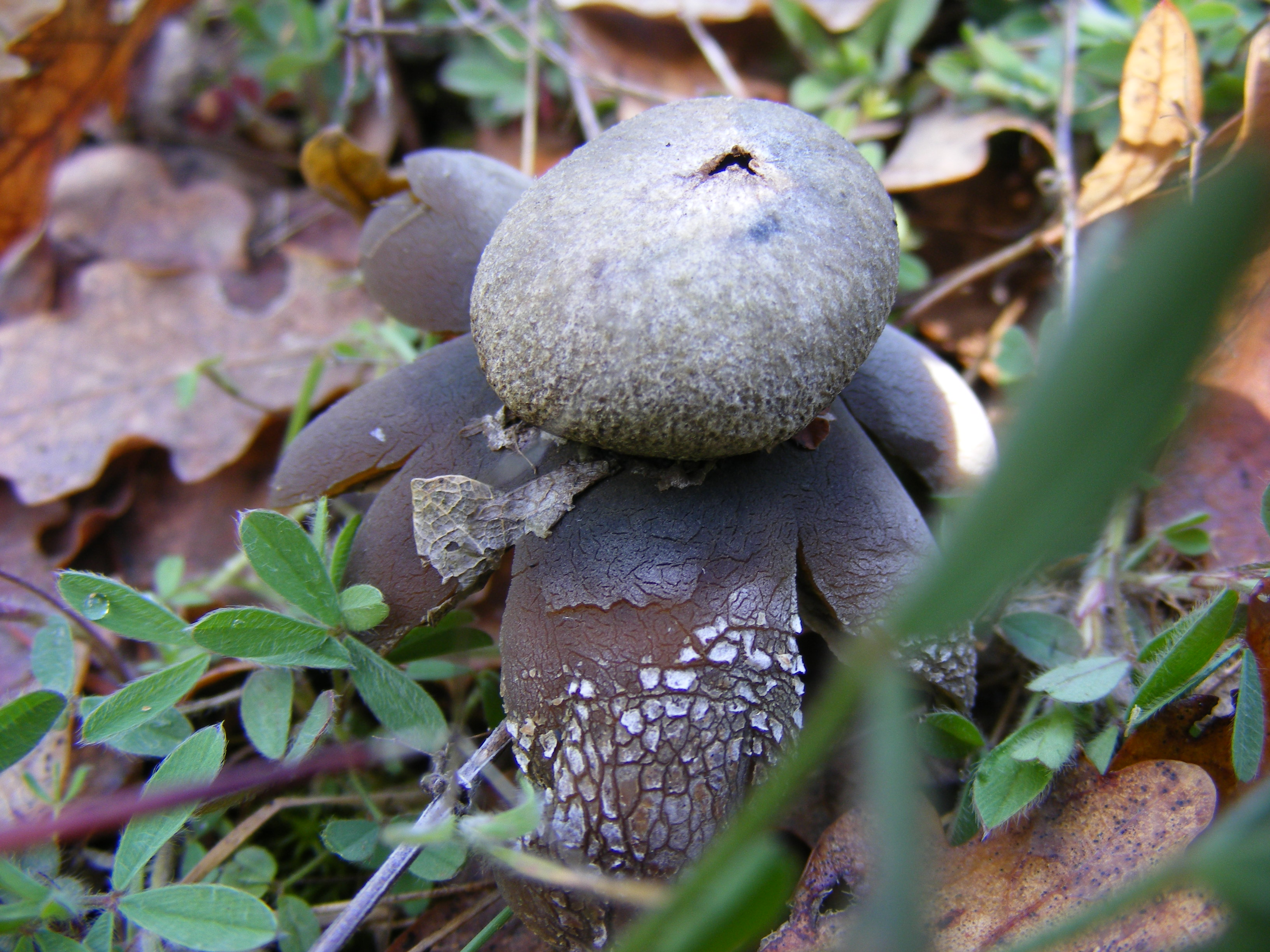
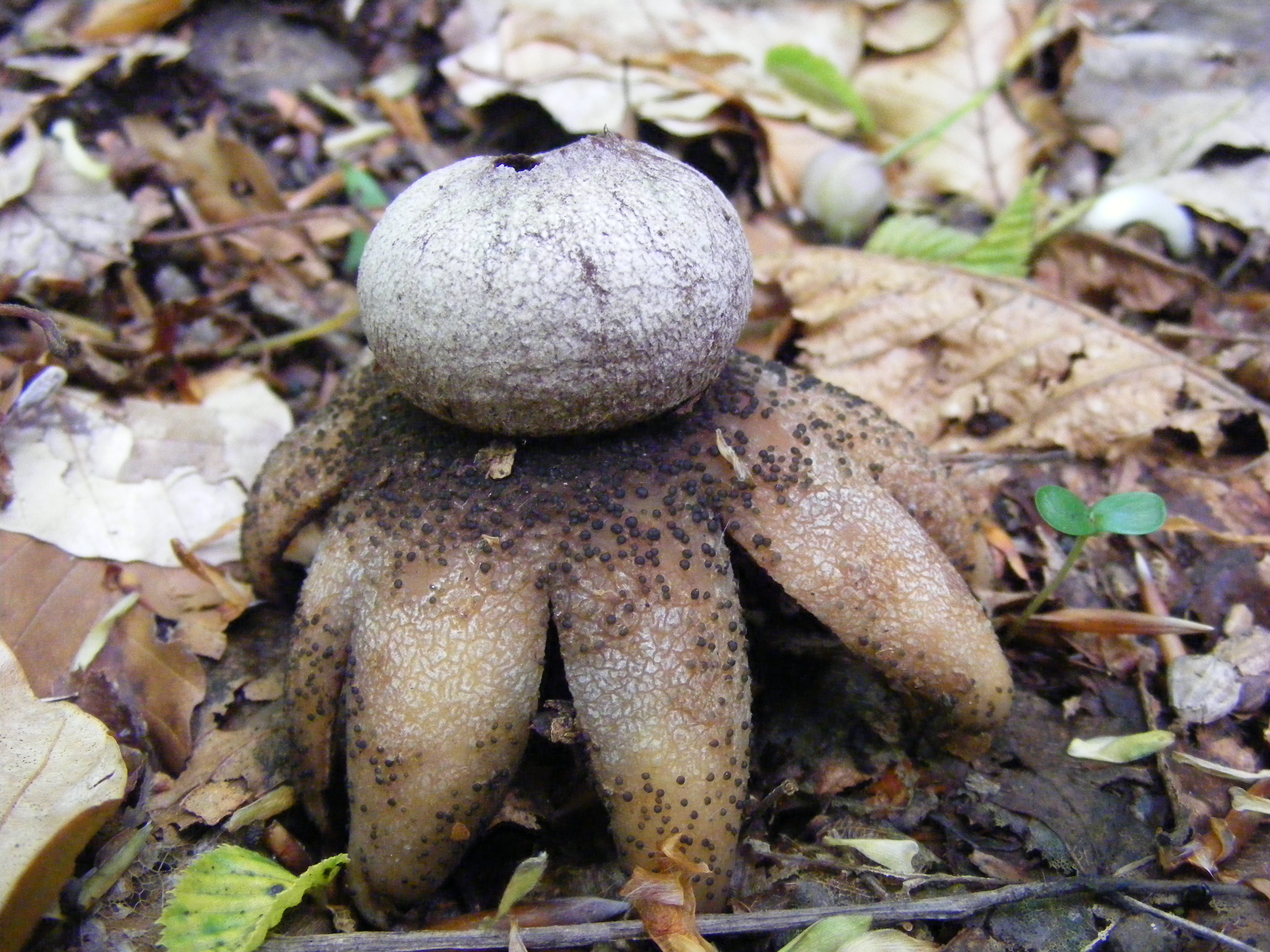
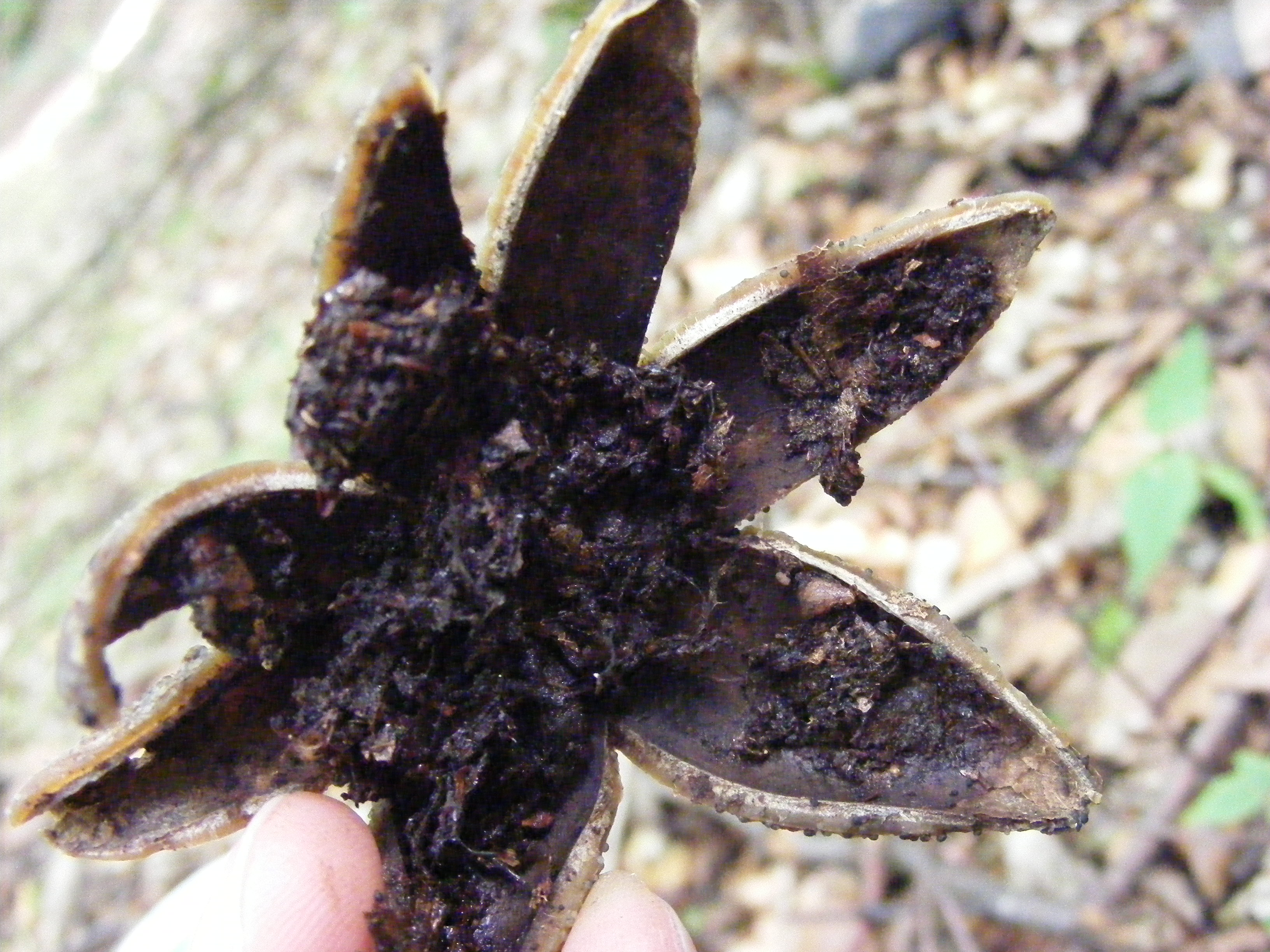